# 94 (عدد)
94 (أربعة وتسعين) هو عدد طبيعي يلي العدد 93 ويسبق العدد 95.